# Hertingen (Bad Bellingen)
Hertingen ist seit dem 1. Januar 1975 ein Ortsteil der Gemeinde Bad Bellingen im Markgräflerland. Die Ortschaft mit rund 600 Einwohnern liegt südöstlich von Bad Bellingen in einer hügeligen, von Weinbergen geprägten Landschaft.

## Geographie
In einem weiten Talgrund östlich der nordsüdlich verlaufenden uralten Landstraße – heute B3 – liegt das Dorf Hertingen inmitten von Äckern und Wiesen.
Zum Dorf Hertingen gehört der Wohnplatz Hertinger Mühle heute Landhaus Ettenbühl. Außerdem liegt die Wüstung Kleinhertingen auf der Gemarkung des Ortes.

## Geschichte

### Vorgeschichte
Die erste erhaltene urkundliche Erwähnung (Hertingen) datiert von 1064. Die Siedlung dürfte deutlich älter sein. Vereinzelte Funde von Feuersteingeräten stammen vermutlich von wandernden Jägern und Sammlern der Alt-Steinzeit. Ein Plattengrab, das nördlich des Dorfes entdeckt wurde, könnte ebenso gut keltischen wie alemannischen Ursprungs sein; es konnten keine für die Altersbestimmung entscheidende Beobachtungen bei der Auffindung gemacht werden.
Sichere Siedlungsspuren liefert erst die Römerzeit. So wurden zwei kleine Schmelzöfen zur Verhüttung von Bohnerz aus dem Hertinger Wald bei einer villa rustica beobachtet. Der Gutshof selbst mit einem größeren Wohngebäude und weiteren Bauten lag in der Nähe der heutigen B3. Mehrere Mosaiksteinchen lassen kostbar ausgestattete Räume vermuten, deren endgültige Freilegung noch aussteht.
Die Verhüttung von Eisenerz durch die Römer im ersten oder zweiten nachchristlichen Jahrhundert könnte eine Fortführung keltischer Rohstoffnutzung sein. Der Quellenreichtum des Hertinger Tales ließ in alemannischer Zeit Hofgründungen an mehreren Stellen zu. Einige Hofnamen sind aus dem 13. und 14. Jahrhundert überliefert:
- Meierhof,
- Münchweiler Hof,
- Hummelhof,
- St.-Margareten-Hof.

Sie waren im Besitz verschiedener geistlicher und weltlicher Herren.

### Ortsherrschaft
Zu den Grundbesitzern zählte auch die Propstei Bürgeln. Es wird angenommen, dass der Ort wegen deren Kastvogtei über die Propstei Bürgeln schon früh an die Markgrafen von Hachberg-Sausenberg kam. Bis 1733 lag die Ortsherrschaft in den Händen der Freiherren von Rotberg und zwar bei der evangelischen Linie, weshalb auch das Dorf evangelisch wurde. Wann das Geschlecht die Ortsherrschaft als Lehen der Markgrafen erlangte ist nicht klar. Am 25. Juni 1733 lösten die Rotberg einen Rechtsstreit mit den Markgrafen von Baden-Durlach durch den Verkauf ihrer Rechte im Dorf an die Markgrafen.

### Dreißigjähriger Krieg
Im Dreißigjährigen Krieg zerstörten schwedische und kaiserliche Truppen bei ihren Beutezügen durch die obere Markgrafschaft neben anderen Orten auch Hertingen. Vierzig Jahre später erfolgte eine Brandschatzung durch französische Soldaten. Der Wiederaufbau des schwergeprüften Dorfes vollzog sich in den folgenden Jahren weiter unten im Tal.

### Französisch-Russischer Krieg 1812/13
Nachdem Napoleons Russlandfeldzug 1812 in einem Desaster geendet hatte, wechselten Anfang 1813 – in den Befreiungskriegen – zunächst Preußen und Österreich, später auch die von Frankreich dominierten deutschen Rheinbundstaaten auf die russische Seite und trugen zur Niederlage und Abdankung Napoleons im Jahr 1814 bei.
1813 lag russische Einquartierung in Hertingen.
Die Revolutionsjahre 1848/49 brachten badische und hessische Soldaten ins Dorf, die auch an dem Gefecht auf der Scheideck bei Kandern am 20. April 1848 beteiligt waren, in dem die Revolutionäre unter Hecker eine empfindliche Niederlage hinnehmen mussten und in dessen Verlauf der Führer des regulären Militärs, Freiherr Friedrich von Gagern, den Tod fand.

### Deutsch-Französischer Krieg 1870/71

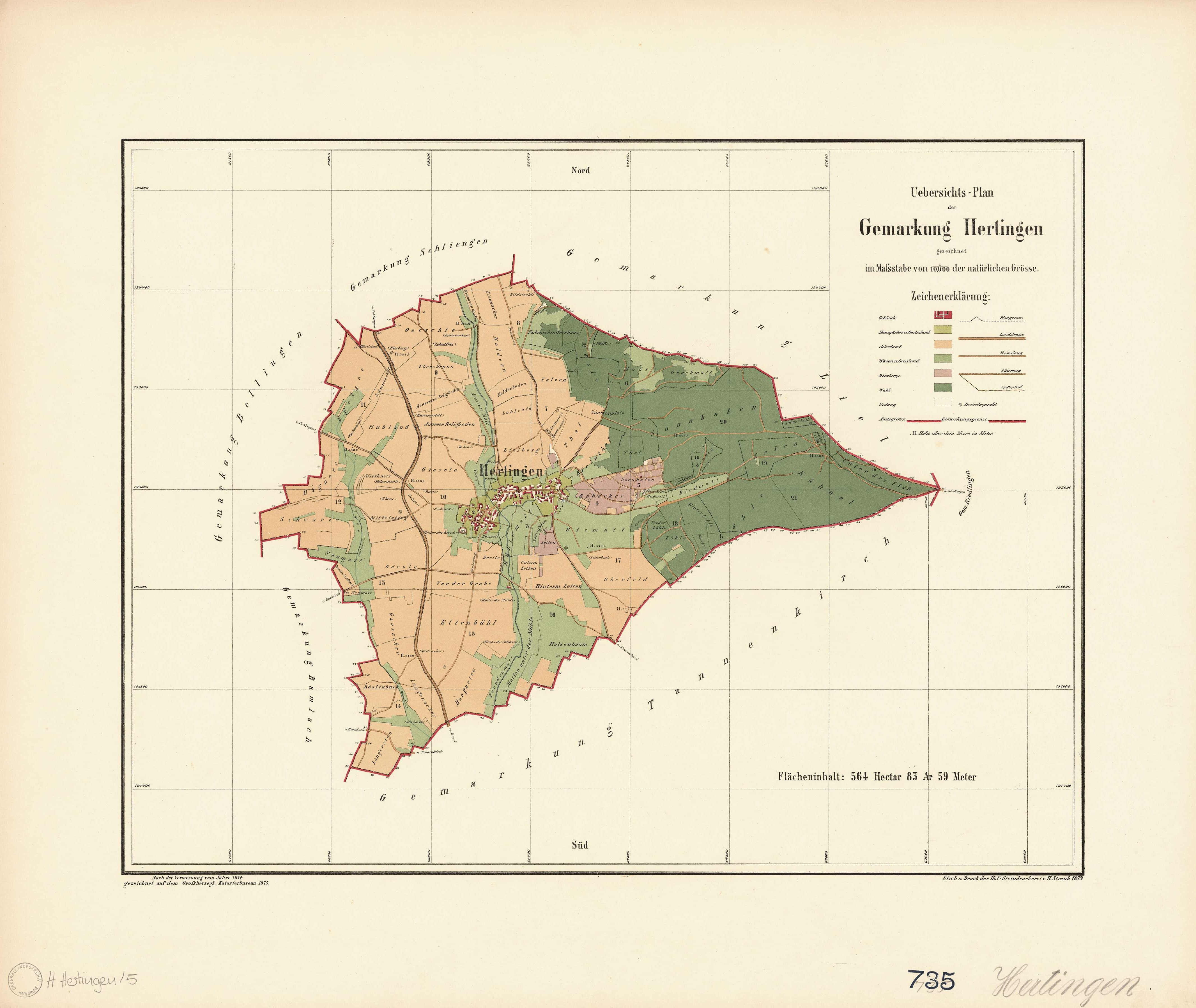
Gemarkungsplan von Hertingen (1879)

Im August 1870 mussten nach der Kriegserklärung Frankreichs die hertinger Reservisten einrücken. Man befasste sich in Erinnerung an frühere Einfälle der Franzosen mit dem Gedanken, im Notfall in den Schwarzwald zu fliehen. Als französische Mobilgarden den Rhein bei Bellingen überquerten, rollten Wagen mit Kindern, Frauen, Betten, Mehlsäcken und Weinfässchen aus dem bedrohten Dorf heran. Die Kanderner Schützengesellschaft rückte, durch einen Hertinger Bürger alarmiert, heran und trieb die Eindringlinge rasch über den Fluss zurück. Die Flüchtling konnten heimkehren und es blieb in der Folgezeit am Oberrhein ruhig.
Der aus Hertingen stammende Artillerist Johann (Hans) Christian Henn erhielt ein besonderes Lob: Er hatte bei der Belagerung von Straßburg das Kreuz auf dem Münsterturm krumm geschossen.

### Erster Weltkrieg
Im Ersten Weltkrieg sind 18 Männer aus Hertingen vermisst oder gefallen.

### Zweiter Weltkrieg
Im Zweiten Weltkrieg mussten die Einwohner von 3. September bis zum 24. Dezember 1939 ihre Häuser verlassen und wurden in der Bodenseegegend untergebracht.
Offenbar befürchteten die Entscheider einen französischen Angriff: England und Frankreich hatten dem Deutschen Reich kurz nach dem Beginn des Überfalls auf Polen den Krieg erklärt. Sie griffen aber zunächst nicht an („Sitzkrieg“).
Die letzten Kriegsmonate 1944/45 brachten Beschädigungen einer Reihe von Häusern durch Artilleriebeschuss.
36 Männer kehrten aus dem Krieg nicht zurück.

### Kirche
In Klein-Hertingen, einer untergegangenen Hofgruppe in der Nähe der heutigen Bundesstraße 3, befand sich eine Kapelle mit dem Patrozinium St. Peter, was auf ein hohes Alter hinweist (8./9. Jahrhundert). Im 14. Jahrhundert hatte die Kapelle den Rang einer Pfarrkirche, später wurde sie als Filiale von (Groß-)Hertingen bezeichnet; seit dem 16. Jahrhundert ist von ihr keine Rede mehr.
Auch der ursprüngliche Ort Hertingen lag höher am Hang und damit an der Bundesstraße 3 als der heutige Ort. Seine Kirche mit dem umfriedeten Gottesacker befand sich inmitten der Siedlung. Der Friedhof ist bis heute geblieben; die Kirche wurde abgebrochen, als 1785 der Grundstein für die neue Evangelische Kirche Hertingen in der Mitte des heutigen Ortes gelegt wurde.

### Mühle
Um 1800 klapperte eine Mühle im Tal, die 1718 als Lehnsmühle der Herrschaft Rötteln im Besitz der Herren von Rotberg bzw. Leutrum erscheint, später (um 1800–1811) aber in Privatbesitz auftaucht und noch 1930, da schon teilweise mit Elektrizität betrieben und zur Walzmühle umgebaut, arbeitete.

### Gemeindereform 1975
Bis zur Gemeindereform Anfang der 70er Jahre war die Gemeinde Hertingen selbständig mit eigenem Verwaltungssitz. Aufgrund der vom Landtag beschlossenen Gemeindereform Anfang der 70er Jahre, mussten sich die Vertreter der Gemeinde Hertingen zwischen einem Zusammenschluss mit den Gemeinden Bad Bellingen, Bamlach und Rheinweiler oder der Zugehörigkeit zur Gemeinde Schliengen entscheiden. Deshalb entstand am 1. Januar 1975 Bad Bellingen in seiner heutigen Form.
Da bei der Gemeindereform keine der Gemeinden von der Einwohnerzahl her dominierend war, wurde für alle vier Gemeinden die Ortschaftsverfassung mit Ortsvorsteher und Ortschaftsverfassung vereinbart, damals allerdings nur für eine Wahlperiode. Die Ortschaftsverfassung ist mit der Wahlperiode 1994 ausgelaufen. Sie wurde also nicht mehr verlängert, womit Friedrich Krenzlin der letzte amtierende Ortsvorsteher in Hertingen bleibt.

### Wappen
Blasonierung: „In Blau ein zunehmender goldener Mond mit Gesicht über drei balkenweise gestellten goldenen Sternen.“ Die Gemeinde hatte bereits im 19. Jahrhundert aus ungeklärtem Grund Mond und Sterne im Gemeindesiegel geführt. 1906 schlug das Generallandesarchiv Karlsruhe das Wappen in der heutigen Form vor und die Gemeinde nahm den Vorschlag an.

## Persönlichkeiten

### Johann Peter Hebel
Johann Peter Hebel lebte 1780–1783 in Hertingen und war dort Vikar.

### Jakob Michael Reinhold Lenz
Der aus Livland stammende Schriftsteller Jakob Michael Reinhold Lenz (1751–1792) lebte von Januar 1779 bis in den Sommer des Jahres in Hertingen, wohin Johann Georg Schlosser ihn zur Behandlung seines beeinträchtigten Geisteszustandes gesandt hatte. Wahrscheinlich ist, dass er sich in der Behandlung des Chirurgen Johann Georg Kaspar Zollikofer (1737–1799) befand, der in Hertingen ein Haus unterhielt, in dem gemütskranke Menschen untergebracht wurden, wie der Hertinger Heimatforscher Hubert Gilgin vermutet. Die Lage dieses Hauses in dem Ort ist nicht mehr feststellbar. Im Sommer 1779 wurde Jakob Lenz von seinem Brueder Carl Lenz in Hertingen abgeholt, der mit ihm nach Livland reiste.

## Bauwerke

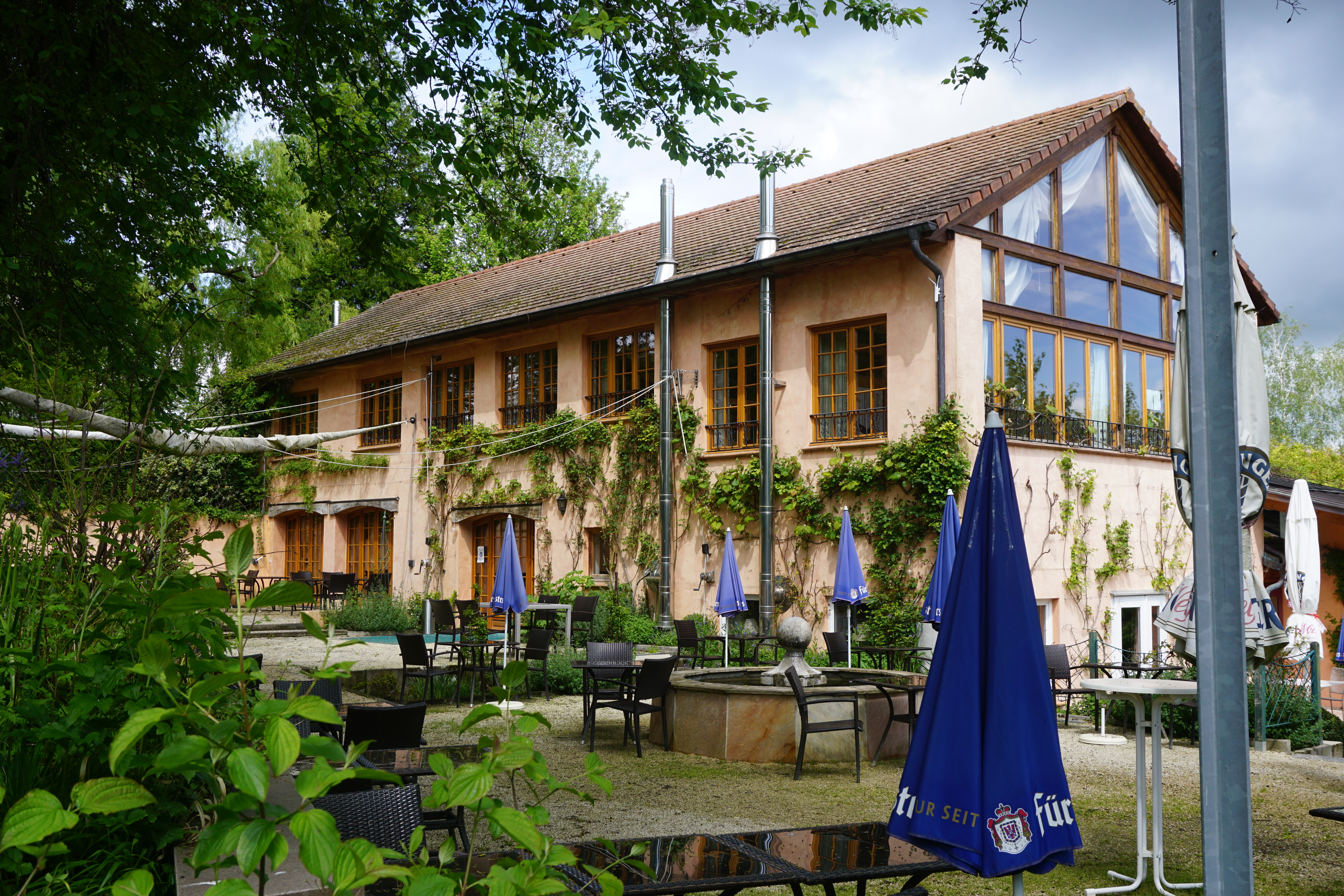
Landhaus Ettenbühl

- Evangelische Kirche in der Dorfmitte
- Altes Feuerwehrhaus (heute Arche genannt)
- Bürgersaal, der von den Bürgern selbst erbaut wurde
- Eine teilweise erhaltene Mühle
- Landhaus Ettenbühl

## Regelmäßige Veranstaltungen

### Grasbahnrennen am Markgräflerring
Jeweils im August veranstaltet der MSC Rebland mit Hilfe der Hertinger Bürger (und auch Helfer aus Umgebung) ein internationales Flutlicht-Grasbahnrennen. Die Helfer arbeiten alle ehrenamtlich.

### Hebelschoppen
Ebenfalls einmal im Jahr, meist anfangs Herbst, treffen sich Freunde und Liebhaber der alemannischen Sprache zum „Hebelschoppen“ in Hertingen. Hier lebt im Andenken an Johann Peter Hebel der alte landestypische Dialekt wieder auf.

### Holzversteigerung
Meist am letzten Wochenende des Monates Januar treffen sich die Einwohner und Bürger aus umliegenden Dörfern im Gemeindewald. Dort kann das gemeindeeigene Holz erstanden werden. Die Veranstaltung wird im Wechsel von den örtlichen Vereinen bewirtet.